# Ansikten
Ansikten är en antologi med självbiografiska texter av arbetarförfattare och autodidakter utgiven 1932.
Medverkande författare är i åldersföljd: Fabian Månsson, Karl Östman, Gustav Hedenvind-Eriksson, Martin Koch, Maj Hirdman, Albert Viksten, Paul Lundh, Ivan Oljelund, Harry Blomberg, Ragnar Holmström, Vilhelm Moberg, Rudolf Värnlund, Eyvind Johnson, Ivar Lo-Johansson, Helmer Grundström, Harry Martinson och Gustav Sandgren.
Maj Hirdmans obetitlade bidrag är senare omtryckt i förkortad version under rubriken "En kvinna som arbetarförfattare" i Arbetets ansikten : arbetardikt i Sverige under ett sekel : en antologi (1998). Eyvind Johnsons bidrag "Personligt dokument" är omtryckt i Personligt, politiskt, estetiskt (1992). Vilhelm Mobergs bidrag "Brodd" är omtryckt i Berättelser ur min levnad (1968).